# Chú thỏ gan dạ
Chú thỏ gan dạ (tiếng Nga: Храбрый заяц) là một bộ phim hoạt hình của đạo diễn Ivan Ivanov-Vano, trình chiếu lần đầu năm 1955.

## Nội dung
Truyện phim dựa theo một câu chuyện cổ tích của nhà văn Dmitry Mamin-Sibiryak, kể về một chú thỏ tinh khôn biết tập hợp các bạn lại để đánh bại lão sói già gian ác, trả lại bình yên cho khu rừng.